# 龙凤山水库
龙凤山水库是中国黑龙江省哈尔滨市五常市境内的一座水库，位于松花江水系，建于1958年。水库正常库容为23300万立方米，集雨面积为0平方千米。水库可灌溉40万亩粮田，电站年发电1300万度。年产鱼10万斤